# Bosebo församling
Bosebo församling är en församling i Gislaveds pastorat i Östbo-Västbo kontrakt i Växjö stift. Församlingen ligger i Gislaveds kommun i Jönköpings län. 

## Administrativ historik
Församlingen har medeltida ursprung.
Församlingen var till den 1 maj 1921 annexförsamling i pastoratet Burseryd, Bosebo och Sandvik, för att från 1921 till 2016 vara annexförsamling i pastoratet Båraryd (från 1951 namnändrat till Gislaved), Våthult och Bosebo. Församlingen ingår sedan 2016 i ett utökat Gislaveds pastorat. Antalet innevånare uppgick den 31 december 2020 till 134.

## Kyrkor
- Bosebo kyrka